# Paratropus longulus
Paratropus longulus är en skalbaggsart som beskrevs av Kanaar 1993. Paratropus longulus ingår i släktet Paratropus och familjen stumpbaggar. Inga underarter finns listade i Catalogue of Life.